# День благодарности труду
День благодарности труду (яп. 勤労感謝の日 Кинро: канся-но хи) — государственный японский праздник, отмечается ежегодно 23 ноября. В прошлом праздник благодарения за хороший урожай, сегодня это повод для японцев отметить все виды трудовой деятельности и поблагодарить друг друга за помощь, внесённую для развития общества.

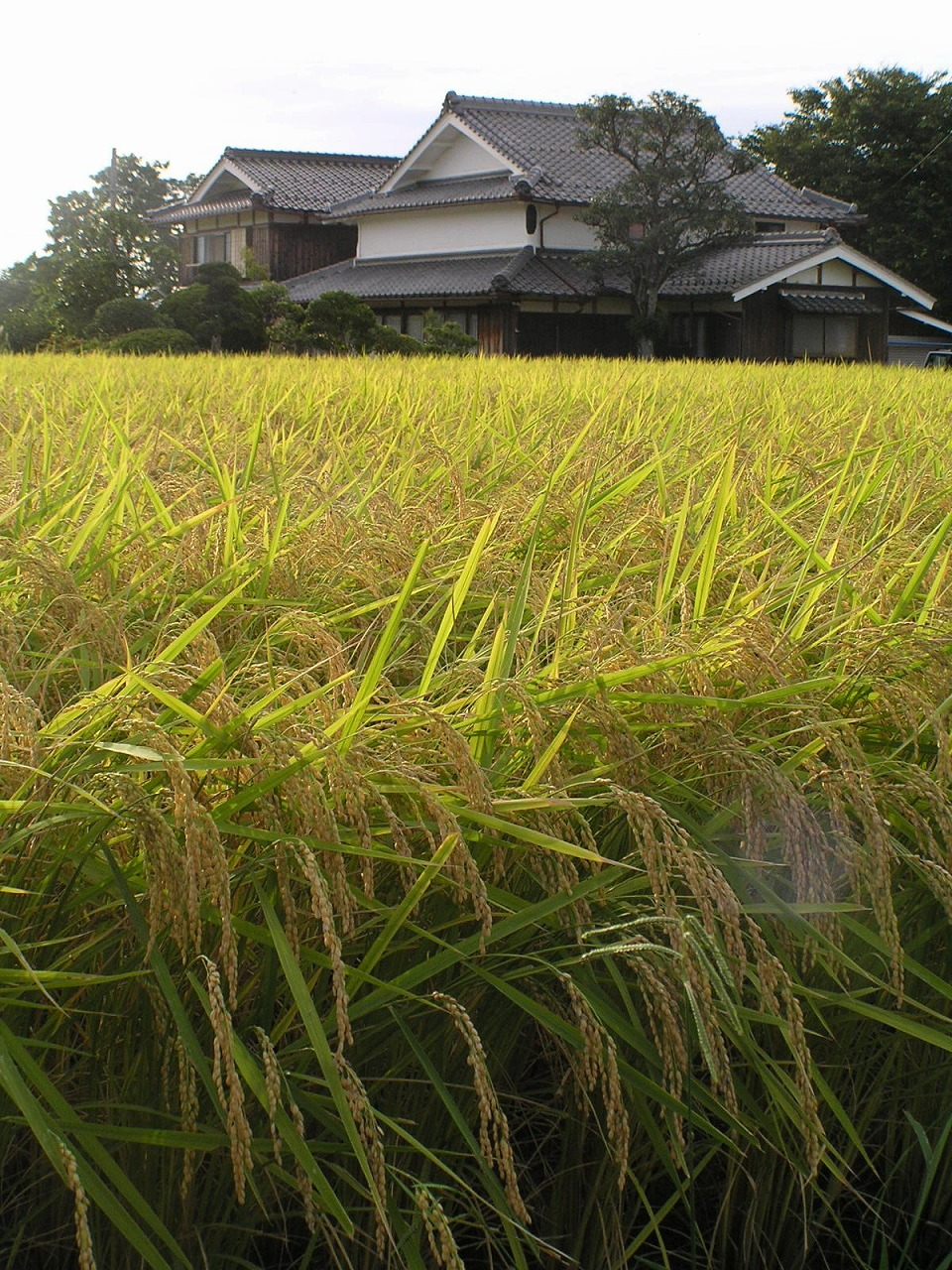
День благодарности труду — отголосок традиционного японского праздника благодарности за урожай

До поражения во Второй мировой войне в этот день праздновался традиционный японский праздник ниинамэсай (яп. 新嘗祭) — древний синтоистский ритуал, при котором сам император делал первые сезонные подношения свежесрезанного риса богам Неба и Земли, а затем сам пробовал его. Согласно Нихон сёки, впервые ниинамэсай праздновался в ноябре 678 года, но считается, что праздник появился вместе с началом культивации риса в Японии, около 2 000 лет тому назад. Точную дату празднования (23 ноября) и статус государственного праздника ниинамэсай получил в период Мэйдзи.
В 1948 году ниинамэсай был замещён Днём благодарности труду, чтобы отметить изменения в новой конституции Японии, гарантирующие фундаментальные права человека и права рабочих. Сегодня ниинамэсай празднуется только в узком кругу императорской семьи и некоторых синтоистских храмах.
Ряд крупных мероприятий проходит в этот день. Так, например, в городе Нагано проходит рабочий фестиваль. Местные организации труда выступают спонсорами этого мероприятия, чтобы побудить людей задуматься над проблемами мира, прав человека и окружающей среды. В районах Токио младшеклассники дарят офицерам местных отделений полиции собственноручно сделанные рисунки и поделки в знак благодарности за то, что те ежедневно присматривают за их безопасностью.
Помимо собственно Дня благодарности труду во многих местах в этот день проводится также Праздник работников сельского хозяйства — ногёсай, появившийся в 1962 году. Во время ногёсай устраиваются разнообразные выставки различной сельскохозяйственной утвари — удобрений, машин, средств химической защиты растений, различных с/х орудий и т. д. Также проводятся выставки новой литературы, посвящённой вопросам научных и технических достижений в области сельского хозяйства. Победители выставок награждаются императорской премией, а также премиями министров сельского, лесного и рыбного хозяйств.